# Municipio de Wesley (Dakota del Sur)
El municipio de Wesley (en inglés: Wesley Township) es un municipio ubicado en el condado de Faulk en el estado estadounidense de Dakota del Sur. En el año 2010 tenía una población de 39 habitantes y una densidad poblacional de 0,43 personas por km².

## Geografía
El municipio de Wesley se encuentra ubicado en las coordenadas 45°6′25″N 98°46′13″O / 45.10694, -98.77028. Según la Oficina del Censo de los Estados Unidos, el municipio tiene una superficie total de 91.36 km², de la cual 89,5 km² corresponden a tierra firme y (2,04 %) 1,86 km² es agua.

## Demografía
Según el censo de 2010, había 39 personas residiendo en el municipio de Wesley. La densidad de población era de 0,43 hab./km². De los 39 habitantes, el municipio de Wesley estaba compuesto por el 100 % blancos. Del total de la población el 0 % eran hispanos o latinos de cualquier raza.